# Гижак (Поляницьке лісництво, квартал 2, виділи 17, 18)
Гижак — заповідне урочище місцевого значення. Об'єкт розташований на території Яремчанської міської ради Івано-Франківської області, Поляницьке лісництво, квартал 2, виділи 17, 18.
Площа — 13,0000 га, статус отриманий у 1988 році.